# Художник и его модель
«Художник и его модель» (исп. El artista y la modelo) — испанский художественный фильм 2012 года режиссёра Фернандо Труэбы. Номинировался на испанскую национальную кинопремию «Гойя» за 2012 год в двенадцати категориях. Фильм также номинировался в 2012 году на «Золотую раковину» Сан-Себастьянского кинофестиваля и получил «Серебряную раковину» лучшему режиссёру.

## Сюжет
Летом 1943 года в оккупированной Франции недалеко от границы с Испанией уставший от жизни знаменитый скульптор воспрянул духом при появлении молодой испанки из лагеря беженцев, ставшей музой для его последнего шедевра.

## В ролях
- Жан Рошфор — Марк Крос
- Аида Фольк — Мерсе
- Клаудия Кардинале — Леа
- Гёц Отто — Вернер
- Чус Лампреаве — Мария
- Кристиан Синнигер — Эмиль
- Мартин Гаме — Пьер
- Матео Делус — Анри